# Culicoides arakawae
Culicoides arakawae är en tvåvingeart som först beskrevs av Arakawa 1910.  Culicoides arakawae ingår i släktet Culicoides och familjen svidknott. Inga underarter finns listade i Catalogue of Life.